# MBC 주말 드라마
MBC 주말 드라마는 MBC에서 매주 일요일에 방송했던 TV 드라마이다.
이 프로그램은 당초 토요일부터 일요일 오후 7 ~ 8시대에 시작하는 드라마였으나 2010년 11월 6일부터 《MBC 뉴스데스크》가 오후 8시대로 이동하면서 뉴스가 끝난 이후 시간대로 편성이 변경되었다. 그리고 2017년 10월 21일부터는 토요일만 2회 연속 방송으로 바뀌었다가 2017년 11월 12일부터는 일요일에 하던 MBC 주말 특별 기획 드라마가 토요일로 옮겨오고 주말 드라마는 일요일로 이동하게 되었다. 그리고 2018년 3월 25일부터는 《부잣집 아들》의 1회를 2개로 분할하여 사이에 광고를 넣는 편법을 썼다.
《내사랑 치유기》를 마지막으로 MBC 주말 드라마는 폐지 되었다.

## 방송 시간
| 방송 채널 | 방송 기간                           | 방송 시간                                                                 | 방송 분량                           |
| MBC TV    |                                     |                                                                           |                                     |
| --------- | ----------------------------------- | ------------------------------------------------------------------------- | ----------------------------------- |
| MBC TV    | 1977년 7월 16일 ~ 1977년 10월 30일  | 매주 토요일 저녁 7시 35분 ~ 8시 20분 매주 일요일 저녁 7시 15분 ~ 8시      | 45분                                |
| MBC TV    | 1977년 11월 5일 ~ 1977년 11월 13일  | 매주 토요일 저녁 7시 35분 ~ 8시 20분 매주 일요일 저녁 7시 10분 ~ 7시 55분 | 45분                                |
| MBC TV    | 1977년 11월 19일 ~ 1978년 4월 9일   | 매주 토요일 저녁 7시 35분 ~ 8시 20분 매주 일요일 저녁 7시 5분 ~ 7시 50분  | 45분                                |
| MBC TV    | 1978년 4월 15일 ~ 1978년 7월 9일    | 매주 토요일 저녁 7시 35분 ~ 8시 20분                                      | 45분                                |
| MBC TV    | 1978년 4월 15일 ~ 1978년 7월 9일    | 매주 일요일 저녁 7시 30분 ~ 8시 15분                                      | 45분                                |
| MBC TV    | 1978년 7월 15일 ~ 1978년 10월 15일  | 매주 주말 저녁 7시 30분 ~ 8시 15분                                        | 45분                                |
| MBC TV    | 1978년 10월 21일 ~ 1979년 4월 1일   | 매주 주말 저녁 7시 20분 ~ 8시 5분                                         | 45분                                |
| MBC TV    | 1979년 4월 7일 ~ 1980년 11월 9일    | 매주 주말 저녁 7시 15분 ~ 8시                                             | 45분                                |
| MBC TV    | 1980년 11월 15일 ~ 1980년 12월 14일 | 매주 주말 저녁 6시 50분 ~ 7시 35분                                        | 45분                                |
| MBC TV    | 1980년 12월 20일 ~ 1981년 10월 4일  | 매주 주말 저녁 7시 15분 ~ 8시                                             | 45분                                |
| MBC TV    | 1981년 10월 10일 ~ 1984년 4월 8일   | 매주 주말 저녁 7시 10분 ~ 8시                                             | 50분                                |
| MBC TV    | 1984년 4월 14일 ~ 1984년 5월 20일   | 매주 주말 저녁 8시 10분 ~ 9시                                             | 50분                                |
| MBC TV    | 1984년 5월 26일 ~ 1987년 5월 9일    | 매주 주말 밤 8시 ~ 9시                                                    | 1시간                               |
| MBC TV    | 1987년 5월 16일 ~ 1987년 10월 11일  | 매주 주말 밤 9시 30분 ~ 10시 30분                                         | 1시간                               |
| MBC TV    | 1987년 10월 17일 ~ 1999년 11월 28일 | 매주 주말 밤 8시 ~ 9시                                                    | 1시간                               |
| MBC TV    | 1999년 12월 4일 ~ 2000년 2월 6일    | 매주 주말 저녁 7시 50분 ~ 밤 9시                                          | 1시간 10분                          |
| MBC TV    | 2000년 2월 12일 ~ 2000년 5월 14일   | 매주 주말 저녁 7시 55분 ~ 밤 9시                                          | 1시간 5분                           |
| MBC TV    | 2000년 5월 20일 ~ 2000년 10월 29일  | 매주 주말 저녁 7시 55분 ~ 밤 8시 55분                                     | 1시간                               |
| MBC TV    | 2000년 11월 11일 ~ 2010년 10월 31일 | 매주 주말 저녁 7시 55분 ~ 밤 8시 55분                                     | 1시간                               |
| MBC TV    | 2000년 11월 4일 ~ 2000년 11월 5일   | 매주 주말 저녁 7시 45분 ~ 밤 8시 55분                                     | 1시간 10분                          |
| MBC TV    | 2010년 11월 6일 ~ 2013년 3월 31일   | 매주 주말 밤 8시 40분 ~ 9시 55분                                          | 1시간 15분                          |
| MBC TV    | 2013년 4월 6일 ~ 2017년 10월 15일   | 매주 주말 밤 8시 45분 ~ 10시                                              | 1시간 15분                          |
| MBC TV    | 2017년 10월 21일 ~ 2017년 11월 4일  | 매주 토요일 밤 8시 45분 ~ 11시 35분                                       | 2시간 50분 (회당 85분 2회 연속방송) |
| MBC TV    | 2017년 11월 12일 ~ 2017년 12월 24일 | 매주 일요일 밤 8시 45분 ~ 11시 15분                                       | 2시간 30분 (회당 75분 2회 연속방송) |
| MBC TV    | 2018년 3월 4일 ~ 2018년 3월 18일    | 매주 일요일 밤 8시 45분 ~ 11시 15분                                       | 2시간 30분 (회당 75분 2회 연속방송) |
| MBC TV    | 2018년 1월 7일 ~ 2018년 2월 4일     | 매주 일요일 밤 8시 50분 ~ 11시 20분                                       | 2시간 30분 (회당 75분 2회 연속방송) |
| MBC TV    | 2018년 3월 25일 ~ 2018년 10월 28일  | 매주 일요일 밤 8시 45분 ~ 11시 5분                                        | 2시간 20분 (회당 35분 4회 연속방송) |
| MBC TV    | 2018년 11월 4일 ~ 2018년 12월 2일   | 매주 일요일 밤 9시 ~ 11시                                                 | 2시간 (회당 30분 4회 연속방송)      |
| MBC TV    | 2018년 12월 9일 ~ 2019년 3월 3일    | 매주 일요일 밤 9시 5분 ~ 11시 5분                                         | 2시간 (회당 30분 4회 연속방송)      |

## 작품 리스트
- 아래의 프로그램들은 2003년 이전에 제작 및 방영한 작품들로 부득이하게 일부 장면에서 흡연 장면 및 담배 소품이 노출될 수 있으며, 시청자 여러분들의 양해를 바랍니다.
- 아래의 프로그램들은 2002년 11월 이후에 시청 가능 연령을 표시하는 드라마 등급 제도를 의무적으로 시행하여 현재까지 이어지고 있다.
- 2017년 3월 1일부터 TV 프로그램 등급 표시 외에 주제, 폭력성, 선정성, 언어, 모방 위험 등 분류 사유 표시를 의무적으로 시행하고 있다.

### 1970년대
- 《왜 그러지》 : 1977년 7월 16일 ~ 1977년 10월 30일
- 《후회합니다》 : 1977년 11월 5일 ~ 1978년 4월 9일
- 《도련님》 : 1978년 4월 15일 ~ 1978년 8월 13일
- 《청춘의 덫》 : 1978년 8월 19일 ~ 1978년 11월 5일
- 《바람은 불어도》 : 1978년 11월 11일 ~ 1979년 1월 21일
- 《봄비》 : 1979년 1월 27일 ~ 1979년 5월 19일
- 《엄마, 아빠 좋아》 : 1979년 5월 26일 ~ 1979년 9월 23일
- 《산이 되고 강이 되고》 : 1979년 9월 29일 ~ 1980년 3월 23일

### 1980년대
- 《종점》 : 1980년 3월 29일 ~ 1980년 8월 31일
- 《딸》 : 1980년 9월 6일 ~ 1981년 1월 4일
- 《안녕하세요》 : 1981년 1월 10일 ~ 1981년 7월 12일
- 《성난 눈동자》 : 1981년 7월 18일 ~ 1981년 10월 4일
- 《아빠의 수염》 : 1981년 10월 10일 ~ 1981년 12월 6일
- 《야상곡》 : 1981년 12월 9일 ~ 1982년 2월 21일
- 《고백》 : 1982년 3월 6일 ~ 1982년 7월 11일
- 《미련》 : 1982년 7월 17일 ~ 1982년 10월 17일
- 《못 잊어》 : 1982년 10월 23일 ~ 1983년 4월 3일
- 《당신의 초상》 : 1983년 4월 9일 ~ 1983년 6월 26일
- 《저 별은 나의 별》 : 1983년 7월 2일 ~ 1983년 10월 23일
- 《아버지와 아들》 : 1983년 10월 29일 ~ 1984년 5월 6일
- 《사랑과 진실》(1부) : 1984년 5월 12일 ~ 1984년 11월 25일
- 《바람속의 들꽃》 : 1984년 12월 8일 ~ 1985년 1월 6일 (특집 드라마 텔레에세이)
- 《사랑과 진실》(2부) : 1985년 1월 19일 ~ 1985년 4월 28일
- 《아무렴 그렇지, 그렇고 말고》 : 1985년 5월 4일 ~ 1985년 10월 13일
- 《남자의 계절》 : 1985년 10월 19일 ~ 1986년 6월 29일
- 《풀잎마다 이슬》 : 1986년 7월 5일 ~ 1986년 12월 14일
- 《사랑과 야망》 : 1987년 1월 10일 ~ 1987년 12월 27일
- 《세 여인》 : 1988년 1월 9일 ~ 1988년 7월 24일
- 《내일 잊으리》 : 1988년 7월 30일 ~ 1989년 2월 26일
- 《유산》 : 1989년 3월 4일 ~ 1989년 7월 2일
- 《행복한 여자》 : 1989년 7월 8일 ~ 1989년 12월 24일

### 1990년대
- 《배반의 장미》 : 1990년 1월 6일 ~ 1990년 8월 26일
- 《몽실언니》 : 1990년 9월 1일 ~ 1990년 12월 30일
- 《고개숙인 남자》 : 1991년 1월 5일 ~ 1991년 5월 5일
- 《산너머 저쪽》 : 1991년 5월 11일 ~ 1991년 11월 17일
- 《사랑이 뭐길래》 : 1991년 11월 30일 ~ 1992년 5월 31일
- 《마포 무지개》 : 1992년 6월 6일 ~ 1992년 9월 27일
- 《아들과 딸》 : 1992년 10월 3일 ~ 1993년 5월 9일
- 《엄마의 바다》 : 1993년 5월 15일 ~ 1993년 12월 26일
- 《서울의 달》 : 1994년 1월 8일 ~ 1994년 10월 16일
- 《여울목》 : 1994년 10월 22일 ~ 1995년 4월 16일
- 《사랑과 결혼》 : 1995년 4월 22일 ~ 1995년 10월 15일
- 《아파트》 : 1995년 10월 21일 ~ 1996년 4월 21일
- 《동기간》 : 1996년 4월 27일 ~ 1996년 7월 28일
- 《위험한 사랑》 : 1996년 8월 3일 ~ 1996년 9월 1일
- 《가슴을 열어라》 : 1996년 9월 7일 ~ 1996년 11월 24일
- 《사랑한다면》 : 1996년 12월 7일 ~ 1997년 4월 20일
- 《신데렐라》 : 1997년 4월 26일 ~ 1997년 7월 13일
- 《예스터데이》 : 1997년 7월 19일 ~ 1997년 10월 5일
- 《그대 그리고 나》 : 1997년 10월 11일 ~ 1998년 4월 26일
- 《마음이 고와야지》 : 1998년 5월 2일 ~ 1998년 9월 13일
- 《사랑과 성공》 : 1998년 9월 19일 ~ 1999년 3월 7일
- 《장미와 콩나물》 : 1999년 3월 13일 ~ 1999년 9월 5일
- 《사랑해 당신을》 : 1999년 9월 11일 ~ 1999년 10월 31일
- 《남의 속도 모르고》 : 1999년 11월 6일 ~ 2000년 4월 30일

### 2000년대
- 《사랑은 아무나 하나》 : 2000년 5월 6일 ~ 2000년 10월 29일
- 《엄마야 누나야》 : 2000년 11월 4일 ~ 2001년 4월 22일
- 《그 여자네 집》 : 2001년 4월 28일 ~ 2001년 10월 21일
- 《여우와 솜사탕》 : 2001년 10월 27일 ~ 2002년 4월 27일
- 《그대를 알고부터》 : 2002년 4월 28일 ~ 2002년 10월 20일
- 《맹가네 전성시대》 : 2002년 10월 26일 ~ 2003년 2월 23일
- 《죽도록 사랑해》 : 2003년 3월 1일 ~ 2003년 8월 17일
- 《회전목마》 : 2003년 8월 23일 ~ 2004년 3월 14일
- 《장미의 전쟁》 : 2004년 3월 20일 ~ 2004년 6월 6일
- 《사랑을 할꺼야》 : 2004년 6월 12일 ~ 2004년 9월 19일
- 《한강수타령》 : 2004년 10월 2일 ~ 2005년 3월 27일
- 《떨리는 가슴》 : 2005년 4월 2일 ~ 2005년 5월 8일
- 《사랑찬가》 : 2005년 5월 14일 ~ 2005년 10월 2일
- 《결혼합시다》 : 2005년 10월 8일 ~ 2006년 4월 2일
- 《진짜 진짜 좋아해》 : 2006년 4월 8일 ~ 2006년 8월 6일
- 《누나》 : 2006년 8월 12일 ~ 2007년 2월 18일
- 《문희》 : 2007년 2월 24일 ~ 2007년 8월 12일
- 《깍두기》 : 2007년 8월 18일 ~ 2008년 1월 27일
- 《천하일색 박정금》 : 2008년 2월 2일 ~ 2008년 8월 3일
- 《내 인생의 황금기》 : 2008년 8월 30일 ~ 2009년 3월 8일
- 《잘했군 잘했어》 : 2009년 3월 14일 ~ 2009년 8월 2일
- 《탐나는도다》 : 2009년 8월 8일 ~ 2009년 9월 26일
- 《인연만들기》 : 2009년 10월 10일 ~ 2010년 1월 24일

### 2010년대
- 《민들레 가족》 : 2010년 1월 30일 ~ 2010년 7월 25일
- 《글로리아》 : 2010년 7월 31일 ~ 2011년 1월 30일
- 《반짝반짝 빛나는》 : 2011년 2월 12일 ~ 2011년 8월 14일
- 《천 번의 입맞춤》 : 2011년 8월 20일 ~ 2012년 2월 5일
- 《무신》 : 2012년 2월 11일 ~ 2012년 9월 15일
- 《아들 녀석들》 : 2012년 9월 22일 ~ 2013년 3월 24일
- 《금 나와라, 뚝딱!》 : 2013년 4월 6일 ~ 2013년 9월 22일
- 《사랑해서 남주나》 : 2013년 9월 28일 ~ 2014년 3월 30일
- 《왔다! 장보리》 : 2014년 4월 5일 ~ 2014년 10월 12일
- 《장미빛 연인들》 : 2014년 10월 18일 ~ 2015년 4월 12일
- 《여자를 울려》 : 2015년 4월 18일 ~ 2015년 8월 30일
- 《엄마》 : 2015년 9월 5일 ~ 2016년 2월 21일
- 《가화만사성》 : 2016년 2월 27일 ~ 2016년 8월 21일
- 《불어라 미풍아》 : 2016년 8월 27일 ~ 2017년 2월 26일
- 《당신은 너무합니다》 : 2017년 3월 4일 ~ 2017년 8월 27일
- 《밥상 차리는 남자》 : 2017년 9월 2일 ~ 2018년 3월 18일
- 《부잣집 아들》 : 2018년 3월 25일 ~ 2018년 10월 7일
- 《내사랑 치유기》 : 2018년 10월 14일 ~ 2019년 3월 3일 (해당 작품을 마지막으로 MBC 주말 드라마 폐지)

## 같이 보기
- KBS 2TV 주말 드라마
- SBS 주말 드라마